# Hồ Cần Nôm
Hồ Cần Nôm là một hồ đập tràn thuộc xã Thanh An, huyện Dầu Tiếng tỉnh Bình Dương. Đây là hồ lớn thứ hai thuộc tỉnh này sau hồ Dầu Tiếng, được hình thành do chặn dòng rạch Cần Nôm, một con rạch đổ ra sông Sài Gòn. Cùng với hồ Dầu Tiếng, hồ Cần Nôm là một trong những hồ thủy lợi quan trọng. Môi trường sinh thái đầm lầy ven hồ cũng là nơi cư trú của nhiều loài sinh vật. Tuy nhiên, hiện nay việc nuôi cá bè trên hồ đang gây ô nhiễm môi trường và nguồn nước.